# Hochrheingebiet
Das Hochrheingebiet ist die naturräumliche Haupteinheitengruppe Nr. 16 im Südwestdeutschen Schichtstufenland gemäß der Systematik des Handbuchs der naturräumlichen Gliederung Deutschlands.

## Naturräumliche Gliederung

### Topografie
In den Einzelblättern der Geographischen Landesaufnahme der Bundesanstalt für Landeskunde (Bad Godesberg 1952–1994) wird diese Haupteinheitengruppe im Blatt 185-Freiburg im Breisgau als Dinkelberg und Hochrheintal bezeichnet.
Das Gebiet umfasst zwei naturräumliche Haupteinheiten, das Hochrheintal, das sich von Schaffhausen bis Basel zieht, und die vor dem Südwestabfall des Schwarzwaldes gelegene Gäuplatte des Dinkelberges, die sich wie folgt untergliedern:
- 160 Hochrheintal
  - 160.0 Rheinfelden-Grenzacher Rheintal
  - 160.1 Waldshut-Laufenburger Engen
  - 160.2 Hohentengen-Zurzacher Hochrheindurchbruch
- 161 Dinkelberg
  - 161.00 Westliches Dinkelbergplateau
  - 161.01 Mittlerer Dinkelberg
  - 161.02 Östliches Dinkelbergplateau
  - 161.03 Dinkelberg-Südabhang
  - 161.10 Unteres Wehratal

Beide sind gegen die benachbarten Einheiten allseitig scharf abgegrenzt. Im Norden grenzen der Hochschwarzwald und das Alb-Wutach-Gebiet an das Hochrheingebiet, im Süden der Aargauer Tafeljura und die Molasseberge des Schweizer Mittellandes.

## Geologie

### Tektonik
Der Hochrhein liegt in Zone 2 der aktiven Erdbeben Deutschlands. 

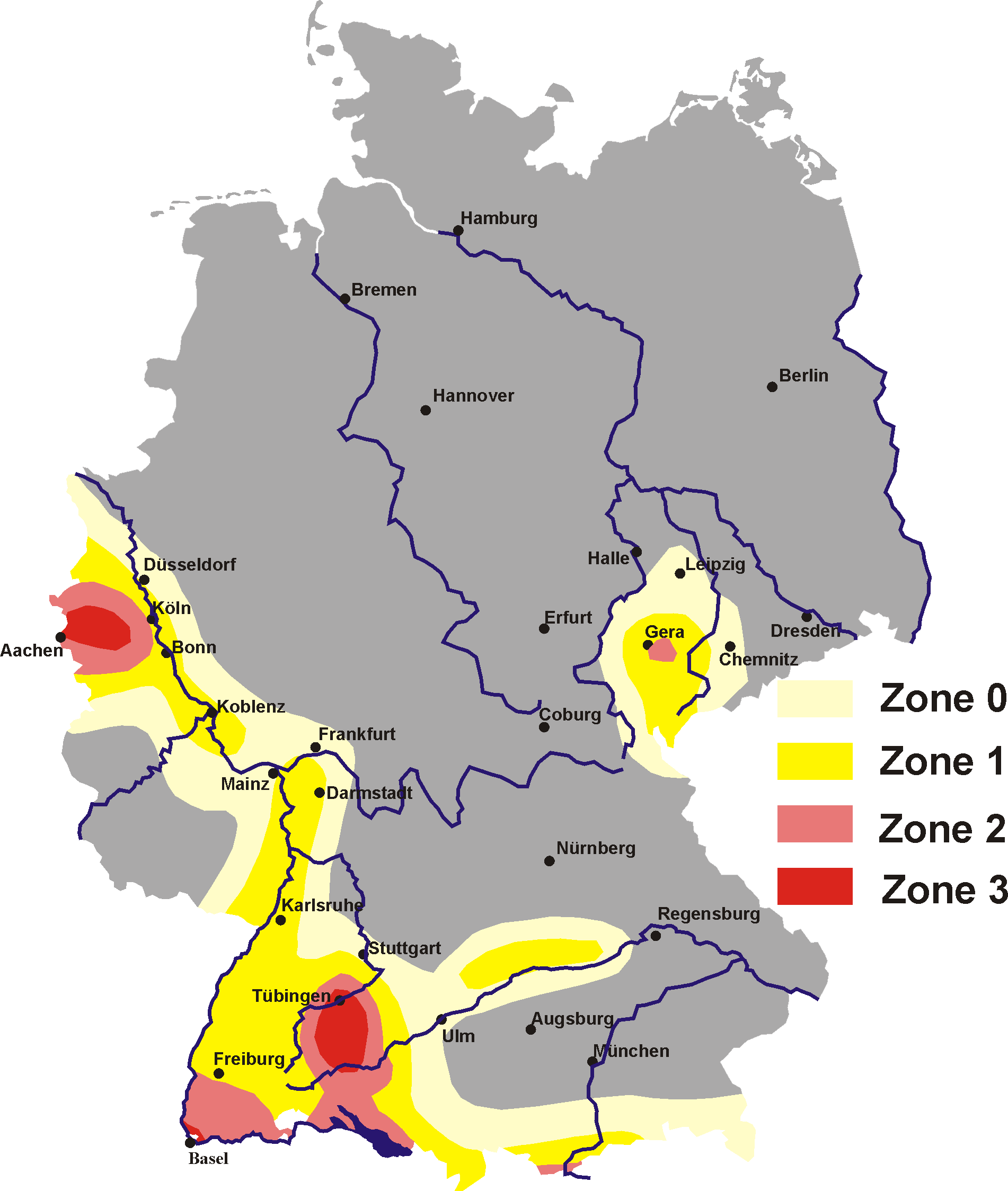
Die Erdbebenzonen am Hochrhein

## Klima
Durch ihre niedere Höhenlage sind sowohl das Hochrheintal (250 bis 350 m) als auch das Muschelkalkplateau des Dinkelbergs (400 bis 500 m) gegenüber den angrenzenden Einheiten klimatisch bevorzugt. Sie verbinden damit klimatisch gesehen das Oberrheinische Tiefland im Westen und das Bodenseebecken im Osten. Das relativ hohe Temperatur-Jahresmittel von 8 bis 9° und auch die jährlichen Niederschlagsmengen von etwa 900 bis 1000 mm hat das Hochrheingebiet mit dem Klima des Oberrheins und des Bodenseegebiets gemeinsam. Die klimatischen Bedingungen ermöglichen an den Südhängen den Weinbau und auf den Schotterebenen des Talbodens Obstbaumkulturen und einen intensiven Ackerbau. An den südexponierten Hängen finden sich überall Reliktstandorte der wärmeliebenden Steppenheideflora.